# Alexander Rybak
Alexander Rybak (belaruszul: Аляксандр Ігаравіч Рыбак, magyar átírásban: Aljakszandr Iharavics Ribak; Minszk, 1986. május 13.) belarusz származású norvég hegedűművész, énekes és zeneszerző. Ő képviselte Norvégiát a 2009-es Eurovíziós Dalfesztiválon, Fairytale (magyarul: Tündérmese) című dalával, amivel megszerezte az első helyezést. Így a 2010-es Eurovíziós Dalfesztivált Norvégiában rendezték meg.

## Élete, pályája
Az egykori Szovjetunióban, Minszkben (ma Fehéroroszország) született. Négyéves korában szüleivel Norvégiába költözött. Szülei Natalia Valentinovna Rybak zongoraművész és Igor Alexandrovich Rybak hegedűművész, mindketten ismert előadóművészek Norvégiában. Alexander Rybak ötéves korában kezdett el hegedülni, mellette zongorázni is tanult. Jelenleg Oslo belvárosában, az Aker Brygge újonnan épült városnegyedben él. Folyékonyan beszél norvégul, oroszul és angolul, mindhárom nyelven énekel és ír dalszövegeket.
10 éves korától a Barratt Due Institute of Music zeneiskolába járt, tanulmányait az eurovíziós szereplése miatt megszakította, majd 2011-ben visszatért és a következő évben kitűnő minősítéssel megszerezte a bachelor fokozatot.
2004-ben Anders Jahre Culture Prize-szal tüntették ki.
2005-ben bekerült a norvég Idolba, ahol a negyeddöntőig jutott, majd 2006-ban jazzes hangzású Foolin’ című saját dalával megnyerte a Kjempesjansen-t, az NRK tehetségkutató műsorát. Már ekkor játszott együtt olyan híres norvég művészekkel, mint Morten Harket vagy Arve Tellefsen.
2007-ben szerepet kapott az Oslo Nye Teaterben színre vitt Hegedűs a háztetőn című darabban, amiért megkapta a Hedda Awardot.
Az Eurovíziós Dalfesztiválon aratott győzelmét követően számos európai országban, többek között Oroszországban, Fehéroroszországban, Ukrajnában és az Amerikai Egyesült Államokban turnézott.
2009 decemberében fellépett a Nobel-békedíj átadási ünnepségen Oslóban, melynek közvetítését több millióan nézték világszerte. 2010-ben két országban is megkapta a legmagasabb zenei kitüntetést: a norvég Spellemann of the year 2009-et, és az orosz Best Breakthrough of 2009-et. 2013-ban Fehéroroszországban Az év emberének választották.
2011 első felében részt vett a Dancing With the Stars svéd verziójában, a Let's dance Sweden című show-műsorban, ahol partnerével egészen a negyedik helyig jutottak. 2014-ben a Your Face Sounds Familiar (Odin v odin) oroszországi változatában szerepelt. Itt is a negyedik helyet szerezte meg.
2013-ban a norvég eurovíziós nemzeti válogatóban, a Melodi Grand Prix-n az Annsofi által előadott I’m With You című dallal vett részt. 2014-ben a máltai Franklin Callejanak írta meg a Still Here-t, mellyel az énekes az ötödik helyen végzett a Malta Eurovision Song Contesten. A fehérorosz Milki nevű lánycsapatnak írt Accent című dala a negyedik helyet érte el a 2015-ös Eurofesten.
2015 óta minden évben részese egy norvég történelmi színdarabnak (Soot-Spelet), ahol népszerű norvég művészekkel együtt egy szabadtéri színpadon a legendás nagy norvég hegedűművészt és zeneszerzőt, Ole Bullt alakítja. Szintén ebben az évben debütált íróként is. Gyerekeknek írt könyve, a Trolle og den Magiske Fela sikeres volt Norvégiában. A könyv egyben hangoskönyv is, három CD-vel együtt jelent meg, melyeken több színész olvasta fel a történetet. Meghallgatható a cselekményt kísérő tizenhárom dal is. Rybak jelenleg a könyv és a dalok alapján készült musicalen dolgozik.
Magyarországon 2015-ben és 2016-ban járt, mindkétszer a Virtuózok klasszikus zenei tehetségkutató műsor vendégeként. A műsorban feltűnt fiatal tehetségekkel együtt koncertet adott a Várkert Bazárban, Budapesten.
2016. február 27-én a Duna által megrendezett A Dal 2016 eurovíziós nemzeti dalválasztó műsor döntőjében is színpadra állt, ahol előadta a Fairytale-t.
2018-ban visszatért a norvég eurovíziós dalválasztó műsorba, a Melodi Grand Prix-re, That’s How You Write a Song című saját szerzeményével megnyerte a versenyt, így ő képviselhette Norvégiát a lisszaboni dalfesztiválon. A második elődöntőből elsőként jutott tovább a döntőbe. A május 12-én megtartott fináléban 144 pontot ért el, így a 15. helyen végzett.

### A2009-es Eurovíziós Dalfesztiválon

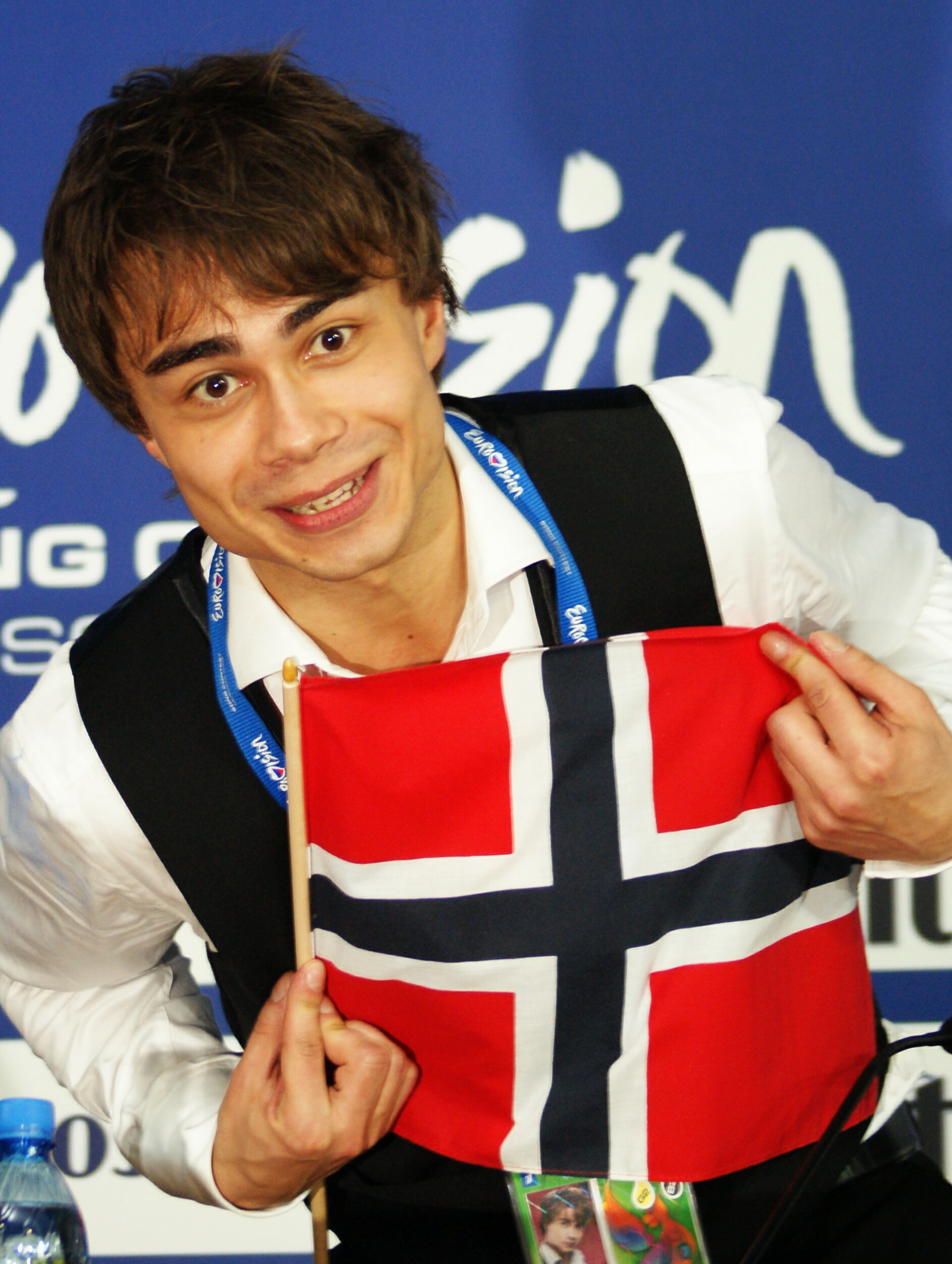
A 2009-es Eurovíziós Dalfesztiválon, Moszkvában

Alexander Rybak a Fairytale című dallal megnyerte a norvég nemzeti döntőt a Melodi Grand Prix-t, így ő képviselhette Norvégiát a 2009-es Eurovíziós Dalfesztiválon Moszkvában. A dal zenéjét és szövegét is saját maga szerezte. A döntőben 747 888 szavazattal győzött, jóval maga mögé utasítva Tone Damlit, aki 121 856 szavazatot kapott Butterflies című dalával. 2009. május 14-én a dalfesztivál második elődöntőjéből első helyen jutott be a két nappal később, május 16-án megrendezett döntőbe, amit a dalfesztiválok történetének addigi legmagasabb pontszámával, 387 ponttal megnyert. A részt vevő 42 országból 16 Norvégiának adta a maximális tizenkét pontot.

## Diszkográfia

### Albumok
- Fairytales (2009)
- No Boundaries (2010)
- Visa vid vindens ängar (2011)
- Christmas Tales (2012)
- Trolle (2015) – az album a Trolle og den magiske fela (Trolle és a varázshegedű) című mese- illetve hangoskönyvhöz írt dalokat tartalmazza három CD-n.

### Kislemezek
| Év   | Dal                                      | Album                                                 |
| ---- | ---------------------------------------- | ----------------------------------------------------- |
| 2006 | Foolin                                   | –                                                     |
| 2009 | Fairytale                                | Fairytales                                            |
| 2009 | Funny Little World                       | Fairytales                                            |
| 2009 | Roll With the Wind                       | Fairytales                                            |
| 2009 | Ja nye verju v csudesza                  | A Fekete Villám avagy Zúg a Volga című film betétdala |
| 2010 | Europe Skies                             | No Boundaries                                         |
| 2010 | OAH                                      | No Boundaries                                         |
| 2010 | Fela Igjen (az Oppturral közösen)        | –                                                     |
| 2010 | Szkazka                                  | Zimnyaja Szkazka                                      |
| 2011 | Resan till dig                           | Visa vid vindens ängar                                |
| 2011 | Nebesza Evropi                           | Nebesza Evropi                                        |
| 2012 | Strela Amura                             | –                                                     |
| 2012 | I'll Show You (Paula Selinggel közösen)  | –                                                     |
| 2012 | Leave Me Alone                           | –                                                     |
| 2012 | Dosztala                                 | –                                                     |
| 2013 | Presents                                 | Christmas Tales                                       |
| 2014 | Into A Fantasy                           | –                                                     |
| 2014 | What I Long For                          | –                                                     |
| 2015 | Kotik                                    | –                                                     |
| 2015 | Blant Fjell                              | –                                                     |
| 2016 | Ljublju tebja kak ranyse                 | –                                                     |
| 2016 | Return                                   | –                                                     |
| 2016 | I Came To Love You                       | –                                                     |
| 2017 | Fever                                    | –                                                     |
| 2017 | Looking My Way (Philip Cecillel közösen) | –                                                     |
| 2017 | Til Julie                                | –                                                     |
| 2018 | That’s How You Write a Song              |                                                       |
| 2020 | My Whole World                           |                                                       |

### Filmek
| Év   | Film                                 | Szerep           | Megjegyzés                                                                      |
| ---- | ------------------------------------ | ---------------- | ------------------------------------------------------------------------------- |
| 2009 | Fairytale – The Movie                | saját maga       | Dokumentumfilm az Eurovíziós Dalfesztiválon aratott győzelmét követő időszakról |
| 2009 | Some Sunny Night – Live in Lillesand | Ketil Moe        | Musical                                                                         |
| 2010 | Yohan                                | Levi             | Film                                                                            |
| 2010 | Így neveld a sárkányodat             | Hablaty / Hiccup | animációs film (norvég szinkronhang)                                            |
| 2010 | Mumintrollet – Kometen Kommer        | Mumin            | animációs film (norvég szinkronhang)                                            |
| 2014 | Így neveld a sárkányodat 2.          | Hablaty / Hiccup | animációs film (norvég szinkronhang)                                            |